# Trayal
Trayal ist ein serbisches Unternehmen mit Fabriken in der zentralserbischen Stadt Kruševac und deren Umgebung.
Gegründet wurde das Unternehmen 1892 als Hersteller von Schwarzpulver. Nach dem Ersten Weltkrieg wurde das Unternehmen vergrößert und die Herstellung von Aktivkoks, Gasmasken, TNT u. a. chemischer Produkte aufgenommen. 1963 begann die Produktion von Reifen und anderer Gummiprodukte. 1974 wurde in Zusammenarbeit mit französischen Unternehmen eine neue Fabrikationsanlage für Reifen gebaut, mit einer Kapazität von 2 Mio. Reifen pro Jahr. Trayal wurde Marktführer in der Region und exportiert in alle Welt, unter anderem nach Deutschland. 2006 wurde erstmals das staatliche Unternehmen privatisiert und an ein bulgarisches Unternehmen verkauft. 2012 wurde das Unternehmen an den Reifenkonzern Cooper Tire & grubbern Company verkauft. Trayal ist einer der Hauptarbeitgeber in und um Kruševac.